# Coistão Inferior

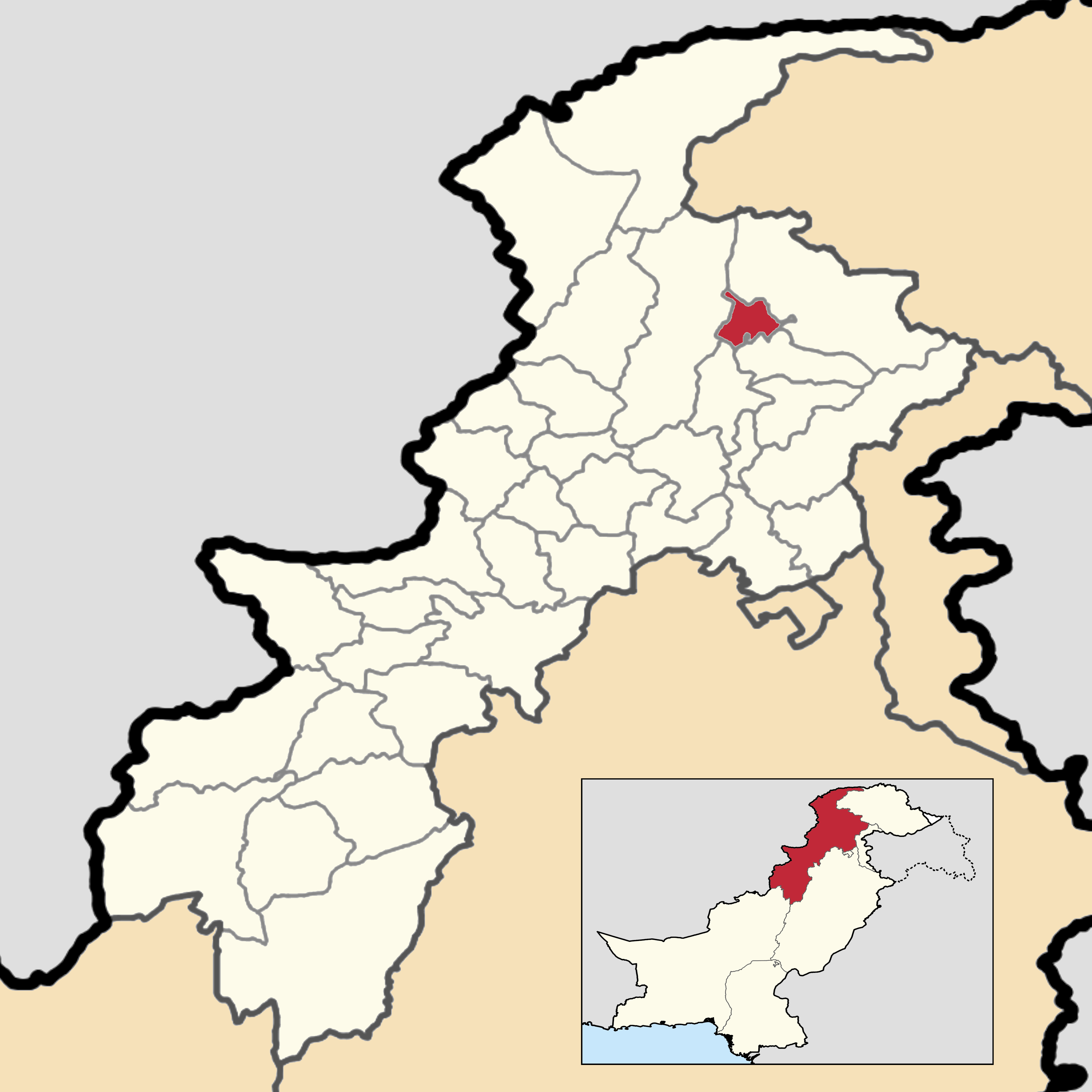
Território do Coistão dentro da província

Coistão Inferior ou Cuistão (em urdu: لر / کوز کوہستان ولسوالۍ‎ em pastó: ضِلع لوئر کوہستان) é um distrito do Paquistão que se situa em Caiber Paquetuncuá. Foi criado em 2014 como parte do antigo distrito de Coistão. Sua capital se situa na cidade de Patã. De acordo com o censo populacional de 2017, abrigava 202 913 residentes, cujo estilo de vida era inteiramente rural. O número total de domicílios no distrito, de acordo com o censo de 2017, era de 26 355.